# محمد ظافر الوفائي
محمد ظافر الوفائي (1357- 1445 هـ / 1939- 2024 م) كحَّال (طبيب عيون) سوري، وبحَّاثة محقِّق، وأستاذ جامعي، أحد أشهر أطبَّاء أمراض الشبكية في العالم، عُرف عنه اعتزازه بالحضارة الإسلامية وله عناية كبيرة بتحقيق التراث العلمي العربي المخطوط، ولا سيَّما التراث الطبِّي، بالاشتراك مع ابن عمته وأخيه من الرضاع الدكتور محمد رَوَّاس قلعَهْ جِي.

## ولادته وتحصيله
ولد محمد ظافر بن حسين الوفائي في مدينة حلب في 22 ذي القَعْدة 1357هـ الموافق 12 يناير (كانون الثاني) 1939م.
حصل على شهادة الثانوية العامَّة من ثانوية هنانو بحلب الفرع العلمي عام 1960. انتسب إلى جامعة دمشق وحصل على شهادة الدكتوراه في الطب عام 1967.
هاجر إلى الولايات المتحدة عام 1969 وحصل فيها على شهادة البورد الأمريكية في طب وجراحة العيون عام 1975، ثم انتقل إلى جامعة هارفارد في بوسطن حيث أكمل تحصيله في أمراض وجراحة الشبكية والليزر حتى عام 1977.

## عمله ووظائفه
عمل مستشارَ أمراض العيون بمستشفى متروبوليتان ديترويت – ميتشغان (يناير 1973 - يونيو 1975)، ثم عُيِّن مدرِّسًا في جامعة هارفارد، وبقي هناك حتى عام 1983، وعمل مستشارَ أمراض العيون في مستشفى العيون ماساتشوستس، ومستشارَ أمراض وجراحة العيون في جوسلين كلينيك بوسطن (يوليو 1977 - سبتمبر 1983).
انتقل إلى المملكة العربية السعودية، وشغل منصب رئيس قسم جراحة الشبكية والليزر في مستشفى الملك خالد التخصصي لطب العيون بالرياض، وأستاذ سريري مساعد في جامعة الملك سعود وحصل على الجنسية السعودية.
كان من أوائل الأطباء الذين عالجوا شبكية العين بالليزر لمرضى السكري، مما ساعد على وقف تدهور الرؤية لديهم.
وفي عام 1996 انتقل إلى مدينة دمشق ليؤسس مركز الوفائي لطب العيون، وتولى إدارته، إلى حين قيام الثورة السورية، فانتقل إلى الولايات المتحدة الأمريكية.

## مناصبه ونشاطاته
- عضو شرف في معهد باراكير لطب العيون (برشلونة) منذ 1971.
- عضو مراسل في المؤسسة العالمية لطب العيون منذ 1974.
- عضو عامل في جمعية البحث العلمي للوقاية من العمى منذ 1974.
- عضو عامل في المنظمة الأمريكية للبحث العلمي في الرؤية وطب العيون منذ 1975.
- عضو مراسل في الجمعية الأمريكية لزرع العدسات داخل العين منذ 1975.
- زميل في المجمع الأمريكي للجراحين منذ 1975.[8]
- زميل في المجمع العالمي للجراحين منذ 1976.[6]
- زميل في الأكاديمية الأمريكية لطب العيون منذ 1976.
- زميل في الجمعية الأمريكية لطب العيون منذ 1976.
- عضو في هيئة تحرير مجلة الكحَّال - دمشق منذ تأسيسها 1980.
- عضو عامل في الجمعية العالمية لتاريخ الطب منذ 1982.
- عضو الجمعية السعودية لطب العيون منذ 1988.
- عضو شرف في الجمعية السورية لأطباء العيون والجمعية الأردنية لأطباء العيون منذ 1988.
- زميل في المجمع الملكي لأطباء العيون - إنكلترا 1990.
- عضو في هيئة تحرير مجلة الشرق الأوسط لطب العيون منذ 1992 - 1996.
- عضو في هيئة تحرير المجلة الطبية السعودية - الرياض منذ 1995.

## جوائزه وتكريمه
- حاز الجائزة التقديرية للأكاديمية الأمريكية لطب العيون عام 1994،
- حاز جائزة الدولة التقديرية لمؤسسة الكويت للتقدم العلمي عام 2001.

## كتبه وآثاره

### في التحقيق
شرع مع الدكتور محمد رواس قلعه جي في تحقيق سلسلة التراث الطبي - علم الكحالة وأنجز منها:
1. (نور العيون وجامع الفنون) لصلاح الدين الكحَّال الحَمَوي 1987.
2. (المهذَّب في الكُحْل المُجرَّب) لابن النفيس 1988.
3. (الكافي في الكُحْل) لخليفة بن أبي المحاسن الحلبي 1988.
4. (المرشد في الكُحْل) لمحمد بن قسوم بن أسلم الغافقي 1990.
5. (المنتخب في علم العين وعلاجها) لعمَّار بن علي المَوصِلي 1990.
6. (تشريح العين وأشكالها ومداواة أعلالها) لعلي بن إبراهيم بن بختيشوع الكفرطابي 1991.
7. (البصر والبصيرة) لثابت بن قرَّة الحرَّاني 1991.
8. (أمراض العين) لكورنيليوس فان دايك 1992.
9. (أمراض العين وعلاجاتها) لابن سينا 1993.
10. (كشف الرَّيْن في أحوال العين) لمحمد بن إبراهيم بن ساعد الأنصاري (ابن الأكفاني) 1993.
11. (الكحالة "طب العيون" في كتاب كامل الصناعة الطبية المعروف بالملكي) لعلي بن عباس الأهوازي 1997.
12. (أمراض العين ومعالجاتها من كتابَي المعالجات البُقراطية وفردوس الحكمة) الأول لأبي الحسن أحمد بن محمد الطبري، والثاني لعلي بن سهل ربن الطبري 1998.
13. (نتيجة الفِكَر في علاج أمراض البصَر) للقيسي 1998.
14. (العُمدة الكُحلية في الأمراض البصرية) لصدقة بن إبراهيم الشاذلي 2019.

### في التأليف
1. (داء السكري وقاية وعلاج) باللغة العربية، مؤسسة الجريسي للتوزيع والإعلان بالرياض 1981.[9]
2. (إسهامات الكحَّالين العرب والمسلمين في طبِّ العيون Contributions of Arab and Muslim Oculists to Ophthalmology) باللغة الإنكليزية، دار النفائس ببيروت 2016.[10]
3. (الكحَّالون العرب والمسلمون وأثرُهم في تطوُّر طبِّ العيون) باللغة العربية، دار النفائس ببيروت 2021.

### في الترجمة
- (الكحَّالون العرب The Arabian Opthalmologists) لهيرشبرغ وليبرت وميتفوخ، ترجمة إلى الإنكليزية عن اللغة الألمانية، 1993.

قام الدكتور وفائي بمراجعة وتنسيق العديد من الترجمات إلى الإنكليزية ومنها ترجمات الكتب: المنتخب، والكافي، ونور العيون، وغيرها.

## المؤتمرات والندوات
- المؤتمر العالمي "الصوفي وابن النفيس" الذي عقد في الجامعة الأردنية بعمان من 5 إلى 8-10-1987، وكان بحث الدكتور ظافر فيه بعنوان: "المهذب في الكحل المجرب لابن النفيس".[12]
- ندوة ابن النفيس التي عقدتها المنظمة الإسلامية للتربية والثقافة والعلوم بالرباط عام 1988، احتفاءً بمرور 700 عام على وفاة ابن النفيس،[3] وقدَّم الدكتور ظافر فيها بحثًا بعنوان: "مصطلحات علم البصريات الفيزيولوجية في كتاب المهذب في الكحل المجرب لابن النفيس".[12]
- المؤتمر الرابع لمؤسسة الفرقان للتراث الإسلامي 29- 30 نوفمبر 1997م، شارك فيه ببحث "تحقيق ونشر سلسلة التُّراث الطِبّي في علم الكَحَالة الواجِب والعقبات" نشر في كتاب "تحقيق مخطوطات العلوم في التراث الإسلامي: أبحاث المؤتمر الرابع لمؤسسة الفرقان للتراث الإسلامي 29- 30 نوفمبر 1997م" النسخة العربية، مؤسسة الفرقان للتراث الإسلامي، لندن، ص 327-334.[13]
- الندوة العالمية الثامنة لتاريخ العلوم عند العرب، الجوانب المجهولة في تاريخ العلوم العربية، التي عقدت في مكتبة الإسكندرية 2004م.[2]
- ندوة حول "الجديد في طب العيون" في المكتبة الوقفية بحلب 2010م، ضمن فعاليات "قافلة سويسرية في خان الوزير".[14]

## مقالات عنه
- الدكتور الطبيب محمد ظافر وفائي، ذكاء رواس قلعه جي، 9 أبريل 2016.[15]
- في رحيل الطبيب البحاثة المحقق محمد ظافر الوفائي، للأستاذ الدكتور محمد حسان الطيان، بتاريخ 1 يوليو 2024م.[2]

## أسرته
تزوج برحاب إيلوش ورزق بثلاثة أولاد هم: المهندس أيمن حسين، وميساء، وسيرين.
ابن عمته وأخوه من الرضاع الدكتور محمد رواس قلعه جي الذي شاركه في الكثير من التحقيقات وقد صنعا معًا «نموذجًا جديرًا بأن يُحْتَذَى بالنسبة لفروع العلم المختلفة، فقد استطاع كل من الدكتور محمد ظافر الوفائي، والدكتور محمد رواس قلعجي أن ينجزا تحقيق ونشر كل ما كتب عن طب العيون (علم الكحالة) في الحقبة الإسلامية».

## وفاته
توفي يوم السبت 23 من ذي الحِجَّة 1445هـ الموافق 29 من يونيو(حَزِيران) 2024م، بالولايات المتحدة الأمريكية في هيوستن بولاية تكساس.

## وصلات خارجية
- الموت يُغيّب الطبيب السوري ظافر وفائي في أميركا، تقريرٌ أُعِدَّ ونشر على منصات تلفزيون سوريا.
- ترجمة القرآن الكريم إلى اللغة اللاتينية (الغاية والأهداف) - د. محمد ظافر الوفائي، ندوةٌ عُقِدت عن بعد من خلال منصات البيت الحمصي.
- تاريخ طب العيون عند المسلمين | د. محمد ظافر الوفائي، محاضرةٌ عُقِدت عن بعد من خلال منصات البيت الحمصي.
- الطب بلسان عربي، محاضرة نظمتها الجمعية العلمية السعودية للهندسة الطبية بجامعة الملك عبدالعزيز بالتعاون مع فرع ال IEEE في المنطقة الغربية للمملكة وأدار الجلسة الأستاذ الدكتور محمد حسان الطيان.
- مؤلفات وتحقيقات الدكتور محمد ظافر الوفائي، نسخ إلكترونية، وهنا موقع آخر يوفرها.
- السيرة العلمية للدكتور محمد ظافر الوفائي باللغة الإنكليزية.